# Tifoseria dell'Hellas Verona Football Club

I tifosi dell'Hellas gremiscono gli spalti del Bentegodi nel 1984

In questa voce sono riportate informazioni relative alla storia ed evoluzione della tifoseria dell'Hellas Verona Football Club, società calcistica italiana con sede a Verona.

## Contesto
La tifoseria organizzata dell'Hellas Verona Football Club è stata una delle prime tifoserie organizzate a formarsi in Italia e si è resa nota negli anni per diversi motivi, sia sportivi che politici. Ad oggi è conosciuta per essere la tifoseria più "inglese", nonché una delle più calde della penisola. Inizialmente la tifoseria non aveva un simbolo identificativo ma nei primi anni Ottanta venne adottato lo Stemma Scaligero con tre pioli, tuttora in uso.
Dal 1963, anno di inaugurazione dell'attuale stadio Bentegodi, il nucleo storico della tifoseria è la Curva Sud, dove si trovano la maggior parte dei gruppi organizzati (soprattutto quelli più accesi) e fan club. Altri invece si sistemano nelle tribune Est (specialmente gli anti-tessera) e Ovest, dove è inoltre situato il settore stampa. I gruppi più antichi tuttora esistenti risalgono agli anni Settanta e Ottanta. Fino al 1991 il gruppo a comandare il tifo erano le storiche Brigate Gialloblù; dopo il loro autoscioglimento i gruppi non hanno avuto una gerarchia per ben 33 anni, quando il celebre e antico Hellas Army (nato nel 1976) ha ufficialmente preso il vertice; va comunque detto che la Banda Loma ha provveduto a restituire l'identità alla curva a fine anni '90. Due gruppi tra i più famosi e vecchi sono Hellas Alcool e Villaggio (entrambi dagli anni ’80).
Altri gruppi attualmente esistenti sono Ex-B.G. ’71, Hellas Fans, Mastini Scaligeri, Cani Blu 1988, Hellas Aliens, Vecchio Inferno, Golosine, Brigata Borghetti, Nessuna Resa, We Hate Humans, 1º Febbraio, El Gruppo Campa, Butei Alti Livelli, Butei dela Busa, Quartiere Roma, Movimento-Pescantina Gialloblù, Primo Luglio, Hellas N.o.t., Ultimo Scalìn 1991, La Barràs, Hell, Zona Lago, Work Team, Banda Legale, I Lupi dell’Hellas, Viette Laterali, Orfani zona Stadio, Quei da Negrar, Vecchie Golosine, Settore Est, Zona Est, Periferia Sud, Manipolo Gigi, Superiore Doc, Settore Superiore, Infonsati Gialloblù, O.l.m. sez. S. Zeno, Gruppo Jean, Bassa Estrema, Sotto Scala, Dog from the Pig, Hellas Firm, Ringhiera, Gloria et Fides Hellas Verona, Gruppo Senza Fondo, Quepos, Gruppo Taffe, Angolo, Zona Verona Sud, Ala Gialloblù, Ultimo Poggiolo, Faio Negrar, Hellas Bulldogs-Calcio Club sez. Le Alpi cafè Borgo Roma, G.T., Angloscaligeri, Manipolo Chiampo, Nobil Rion, Manipolo Piemonte, Banda Ongia e Gruppo Sempre sé.

## Composizione demografica
I tifosi dell'Hellas provengono principalmente dalla provincia di Verona ma si contano simpatizzanti anche da altre provincie, regioni e dall'estero; secondo un sondaggio di Demos & Pi del 2010 corrispondevano al 5% su 1018 casi nel nord-est italiano; Tale cifra si è rivelata sorprendente nonostante in quell'anno la squadra fosse in Serie C.
Secondo un'indagine condotta e pubblicata annualmente da due società specializzate in sondaggi e ricerche di mercato, la StageUp e la Ipsos, al 2023 la squadra poteva contare in Italia su un seguito stimato in circa 195 000 tifosi, un dato in leggero calo rispetto alle rilevazioni degli anni precedenti.

## Orientamento politico
Sebbene fossero nati apolitici, i tifosi dell'Hellas sono dichiaratamente e dimostratamente schierati su posizioni di destra e ultranazionaliste, infatti, oltre agli striscioni ci sono state esposizioni di croci celtiche e anche svastiche naziste. Tali simboli sono poi stati sostituiti da bandieroni gialloblù che ricalcano diverse bandiere, come quella da guerra della Wehrmacht, della Repubblica di Venezia, un tricolore con la Scala a tre pioli sulla banda bianca e perfino la bandiera da battaglia degli Stati Uniti meridionali, gialla anziché rossa.
Il gruppo Gioventù Scaligera (scioltosi dopo il furto del proprio striscione) prendeva il nome dalla Gioventù hitleriana (il motto era infatti Gott mit uns) e aveva come simbolo la celebre statua equestre di Cangrande della Scala, mentre il Verona Front si chiama così perché era composto da militanti del Fronte della Gioventù e vedeva tra i suoi membri anche Nicola Pasetto, già a capo del suddetto movimento e successivamente considerato capo ultras, poi eletto due volte deputato e scomparso prematuramente nel 1997.
Lo storico capo ultrà Luca Castellini è il vice segretario nazionale di Forza Nuova dal 2022 e molti tifosi sono tesserati al suddetto movimento. Altri invece sono vicini a ulteriori movimenti locali, quali CasaPound, Veneto Fronte Skinhead e Fortezza Europa.

### Controversie
La Curva Sud è stata più volte accusata di razzismo, omofobia e xenofobia dai media a causa dello schieramento politico e i cori discriminatori. Uno dei primi casi di tali accuse accadde il 21 novembre 1982, quando durante Verona-Cagliari i tifosi bersagliarono di banane il peruviano Julio César Uribe. Un caso simile con maggiore risonanza mediatica avvenne il 28 aprile 1996, quando alcuni membri della Banda Loma, per protestare contro la scelta della società di voler acquistare Maickel Ferrier, fecero penzolare dagli spalti un manichino impiccato con le sue sembianze ed esposero questo messaggio:
(Striscione della Curva)
Durante le indagini, Lomastro venne assolto per insufficienza di prove.
Il 1º febbraio 2015, durante un Palermo-Verona (2-1), i tifosi scaligeri in trasferta intonarono "Mattarella teron", un pesante sfottò nei confronti del nuovo Capo di Stato eletto il giorno prima. Il gesto fu pesantemente criticato dai media ma allo stesso tempo apprezzato dai tifosi della Fiorentina, essendo anch'essi rivali dei rosanero.
Nel 2017, durante la festa per la promozione in Serie A dell'Hellas, Luca Castellini salì sul palco dicendo scherzosamente che il garante della serata era Adolf Hitler e subito dopo i tifosi presenti intonarono questo coro:
Il video diventò virale e il mainstream sollevò polemiche.
Durante un Verona-Brescia (2-1) giocato a inizio novembre 2019, Mario Balotelli calciò la palla contro la Curva e dichiarò di averla sentita intonare cori razzisti all'unisono. A fine partita, Castellini dichiarò a Radio Cafè:
In seguito, Castellini è stato espulso dal Bentegodi fino al 2030. I giocatori e gli allenatori di entrambe le squadre (Ivan Jurić ed Eugenio Corini) e pure i telecronisti in diretta dichiararono di non aver sentito nessun coro razzista, ma una pioggia di fischi e urla, come è possibile vedere nel replay. Dalla parte di Balotelli si schierarono alcuni tifosi del Brescia e diversi personaggi politicamente schierati, quali Riccardo Cucchi, David Sassoli, Teresa Bellanova, Pietro Grasso, Giuseppe Civati, Gad Lerner e Liliana Segre, mentre la Curva Scaligera fu supportata dalle tifoserie a loro gemellate (Fiorentina, Sampdoria, Triestina e gli amici della Lazio), Il Primato Nazionale (che descrisse il gesto del calciatore una "insostenibile sceneggiata"), il sindaco Federico Sboarina, Lorenzo Fontana e tutti gli hater del suddetto calciatore. Rocco Commisso e alcuni tifosi della Fiorentina chiesero di rompere il gemellaggio con il Verona, ma Federico De Sinopoli, presidente dell'Associazione Tifosi Fiorentini, dichiarò a La Repubblica che i Viola non avrebbero sciolto il loro forte legame, dal momento che a loro non interessa assolutamente nulla delle questioni politiche che vanno a legarsi a quelle sportive. La Curva, benché furibonda per le accuse e il tiro di Balotelli, chiese scusa pubblicamente (e sarcasticamente) per non aver trovato il pallone; due settimane dopo proseguirono lo scherzo esponendo uno striscione con scritto "Trovato!".
Quando il 24 dicembre successivo il Comune di Verona revocò la cittadinanza onoraria a Roberto Saviano, +Europa criticò la decisione riferendosi implicitamente alla Curva Sud scrivendo:
Il 9 gennaio 2022 la tifoseria emanò un comunicato stampa con il quale si rifiutarono di entrare allo stadio, in segno di protesta alle restrizioni contro il COVID-19 emanate dal Governo Draghi, poiché ritenute eccessive.
Il 6 ottobre 2022 Castellini, difeso dall'Avvocato Andrea Bacciga, fu assolto per i cori intonati nel 2017 su Hitler e nel 2019 contro Balotelli.
Il 2 giugno 2023 alcuni ultras scaligeri picchiarono dei maranza a Peschiera del Garda, che si erano dati appuntamento su TikTok per sfasciare il comune e borseggiare o aggredire i passanti come un anno prima a Peschiera del Garda.
Nel settembre dello stesso anno, la gara esterna contro al Milan era la prima in programma subito dopo l'imposizione di Giovanni Malagò di un minuto di silenzio per Giorgio Napolitano, morto lo stesso giorno dell'ex-rossonero Giovanni Lodetti. Infischiandosi dell'emerito capo di Stato, i tifosi scaligeri in trasferta cantarono Forza Gialloblù sulle note della marcia trionfale di Aida, alla quale seguirono gli applausi dell'intero Meazza per coprire il coro. Per tale gesto, le due società vennero sanzionate esattamente come Empoli, Udinese e Fiorentina nelle gare dei giorni successivi.

### Polemiche contro Paolo Berizzi
Nel 2019, Paolo Berizzi chiese la sala comunale di Verona, che gli fu concessa per la presentazione del libro "Nazitalia". All'esterno ci fu una protesta dei tifosi scaligeri, mentre all'interno, protestó duramente e da solo il Consigliere comunale Andrea Bacciga  
All'inizio degli anni 2020, il giornalista Paolo Berizzi si è reso protagonista di affermazioni che lo hanno fatto diventare il "nemico pubblico numero uno" della tifoseria e della città.
Il 24 agosto 2020, a seguito di un violento nubifragio abbattutosi sulla città, il giornalista espresse solidarietà e aggiunse che tale disastro era dovuto al karma verso i cittadini nazifascisti; si scatenò una bufera e Berizzi fu costretto a cancellare il tweet. Il 30 novembre, dopo la morte di Maradona, Berizzi scrisse:
[Per non dimenticare] #AD10S #maradona10»
L'ambasciatore ed ex-calciatore scaligero Michele Cossato, capì che questi si riferiva alla sua amata tifoseria della città in cui aveva lasciato il cuore e rispose:
Lo stesso Cossato definì Berizzi un "odiatore di serie". Il giornalista gli fece causa, ma alla fine Cossato ebbe la meglio e fu prosciolto.
Nel 2021 Paolo Berizzi pubblicò il libro È gradita la camicia nera. Verona, la città laboratorio dell'estrema destra tra l'Italia e l'Europa, in cui, tra i vari argomenti parla anche di condotta e schieramento della Curva Sud. Inizialmente incontrò parecchie difficoltà a trovare una sala a Verona per presentarlo e si vociferò frettolosamente che il Comune gli avrebbe negato qualunque sala per presentare il libro, ma la stampa locale dichiarò che doveva semplicemente chiedere. Infatti, il 14 gennaio 2022 lo presentò in una sala assieme a Maurizio Landini.
Durante la sessione invernale di calciomercato 2022, il club acquistò il centrocampista polacco Mateusz Praszelik, che scelse il numero di maglia 88. Secondo l'alfabeto, la sola cifra corrisponde alla lettera H, che ripetuta due volte significa "Heil Hitler". Berizzi affermò che il giocatore avrebbe scelto il numero appositamente per attirarsi la simpatia della tifoseria scaligera; in realtà, come dichiarato dallo stesso Praszelik, il suo numero preferito è l'8 ma essendo già usato da Darko Lazović preferì scriverselo due volte pur di non separarsene.
La durissima frecciata di Berizzi tramite la sua rubrica "Pietre" non si fece attendere anche dopo l'arresto dei dodici ultras accusati di spaccio di droga, tanto che il circolo cattolico Christus Rex-Traditio sporse querela per offesa generalizzata, mentre il gruppo Hellas Army emanò un comunicato con cui annunciava di disprezzare chiunque usi lo stadio per tali attività.

## Spettatori
La tifoseria gialloblù contribuisce ad una percentuale di riempimento dello Stadio Marcantonio Bentegodi, durante le gare casalinghe dell'Hellas Verona, pari al 61,67% nella stagione 2023-2024. La migliore media di pubblico stagionale per la squadra, in campionato, fu registrata nell'annata 1984-1985, stagione in cui l'Hellas Verona vinse lo storico scudetto, quando vi fu una presenza media di 38 610 spettatori per gara. I tifosi veneti fecero segnare il miglior risultato di abbonamenti stagionali in campionato per il club, acquistando 17 553 tessere, nella stessa stagione come risposta alla campagna acquisti estiva, nella quale furono tesserati calciatori stranieri emersi durante il campionato d'Europa 1984.
Il primato di spettatori al Bentegodi è stato registrato il 19 maggio 1985, ultima giornata di campionato e giorno di festa per la consegna del trofeo di campioni d'Italia: si contarono infatti 46 172 spettatori.

## Fan club
Nel 2003 viene fondato il nuovo Coordinamento Calcio Club Hellas Verona che raggruppa i club di tifosi scaligeri.

## Tifoseria organizzata

### Storia

#### Gli inizi
Le origini del tifo veronese risalgono agli anni '50, quando recarsi al "Vecio Bentegodi" a due passi da Piazza Bra era un'alternativa al cinema o alle gite fuori casa. Con l'esordio del Verona in Serie A nel 1957 cominciarono ad apparire le prime bandiere, artigianali.
Nel 1963 venne inaugurato il Bentegodi attuale, caratterizzato da 40mila posti a sedere e un aspetto innovativo per l'epoca in grado di dare invidia a piazze ben più blasonate. Un episodio drammatico degno di nota accadde nel 1968, quando al termine di un infuocato Verona-Lecco, un aggressivo sconosciuto spettatore casalingo colpì in faccia con una bottiglia di vetro Vinicio Facca, che a causa di una scheggia perse un occhio e dovette chiudere la carriera. Al termine di tale stagione il Verona ottenne comunque il ritorno in massima serie, tanto che gli spalti si riempirono e colorarono di bandieroni, sciarpe e nel 1969 la prima "pezza", quella de I 4 Fedelissimi, comunemente considerata l'embrione delle successive Brigate. Il tifo era sì rumoroso e vocale, ma scarsamente organizzato e con uso inoltre di piatti e tamburi.

#### L'era delleBrigate Gialloblù(1971-1991)
Le Brigate Gialloblù nacquero il 30 novembre 1971 al Bar Olimpia di Borgo Venezia, per mano di due studenti sedicenni: Franco Masotti e Massimo Tocco. L'idea iniziale non era di formare un vero calcio club, ma un gruppo di ragazzi di età media tra i 14 e i 20 anni che tifassero per l'Hellas; la pezza identificativa, recitante Calcio Club Verona Brigate Gialloblu era la più lunga e divenne parte integrante della Curva Sud, mentre per le gare in trasferta veniva usato uno striscione più piccolo con scritto semplicemente Brigate. Intorno al nucleo iniziale si aggregarono parecchi giovani che per vivere lo stadio in maniera coinvolgente assunsero un atteggiamento da "attori". I primi brigatisti provenivano per lo più dalla grande città, mentre i primi paesi della provincia veronese in cui si sviluppò il fenomeno furono Bovolone, Cerea, Nogara, Vigasio, Valeggio sul Mincio e nella zona della Valpolicella. In alternativa al Verona c'erano le tre "big", qualcuno aveva ancora nel cuore il Grande Torino e nella parte orientale della provincia c'erano veronesi che tifavano il Vicenza.
Le Brigate, come la maggioranza degli altri gruppi di tifosi organizzati, si dichiaravano ufficialmente apolitiche, sebbene qualcuno sospettasse che il nome alludesse alle Brigate Rosse oppure, secondo molti più individui, alle Brigate Nere di Mussolini. In ogni caso, i primi scontri di rilievo avvennero contro a tifoserie organizzate apertamente schierate; notevoli quelli del 1973 contro gli ultras bolognesi militanti di estrema sinistra che, giunti in trasferta per assistere alla partita, cercarono intenzionalmente lo scontro con cittadini e/o tifosi scaligeri tesserati al Fronte della Gioventù e Ordine Nuovo; Il 20 maggio dello stesso anno sbocciò la rivalità con il Milan, culminata negli anni '80. A partire dal 1972 iniziarono a formarsi dei sottogruppi i cui membri, seppur non aderenti o tesserati alle Brigate, o comunque al nucleo che organizza tifo e trasferte, si definivano comunque affiliati ed esponevano le proprie pezze attorno a quello principale: in quell'anno si formarono gli storici Ultras, che avevano come simbolo un teschio con due ossa incrociate dietro ad esso e successivamente sostituito da un'aquila appollaiata su una croce celtica con dentro una scala a 4 pioli. Altro gruppo celebre erano i Marines Gialloblù.
I tifosi veronesi del ventennio d'oro divennero ben presto famosi per i cori, per la compattezza della loro curva e per l'originalità nel proporre testi sempre nuovi, oltre che per la tendenza a denigrare e a sminuire l'avversario di turno. Nel 1976 i Chelsea Headhunters concessero ad alcuni brigatisti in visita di esporre il loro striscione nella temutissima Shed dello Stamford Bridge e strinsero uno storico gemellaggio, iniziando ad esporre allo stadio l'ancora oggi consueta Union Jack accanto alla pezza delle BG. La Curva, benché temuta, rimase comunque aperta ai tifosi avversari affinché questi avessero buoni rapporti con i brigatisti. Nella seconda metà degli anni settanta, con l'aumentare della matrice politica in molti gruppi ultras tra cui le stesse Brigate e con la stipulazione della maggior parte dei gemellaggi e delle rivalità presenti ancor oggi tra tutte le tifoserie, i tafferugli e gli scontri tra tifosi si moltiplicarono e si formarono molteplici sottogruppi con connotazione di destra (Ultras e il tuttora esistente Hellas Army) o di sinistra (Rude Boys), che coesistevano nelle BG rispettandosi reciprocamente. Il 1977 fu un anno nero di notevoli scintille e incidenti principalmente con le tifoserie di Milan, Bologna e Juventus (nel marzo di quell'anno gli scontri tra le BG e i Fighters bianconeri culminarono con il lancio di Molotov, catene, pugni di ferro, spranghe e una bomba a mano trovata inesplosa sulla pista di atletica), oltre al sentitissimo derby regionale contro al Vicenza; le trasferte oceaniche si registravano solo da parte gialloblù, motivo per cui è stato classificato ad altissimo rischio incidenti; Nonostante i brigatisti prendessero le distanze dai "teppisti" i disordini non cessarono. Nel 1979, anno della finde dell'era Garonzi e la retrocessione in cadetteria, apparì il primo striscione in inglese, The Deadly Sinners Club (Il Club dei Peccatori Letali); il rischio di caduta in C nell'anno successivo vide gli spalti svuotarsi sempre di più, culminando al minimo storico di 2900 abbonati nel 1980-81. Con l'arrivo della nuova dirigenza e di Osvaldo Bagnoli il cambio generazionale terminò e la curva si riempì nuovamente, con tanto di ritorno delle trasferte oceaniche.
Nella stagione 1982-83 la curva si colorò sempre di più, vennero rimossi i tamburi e si formarono due storici sottogruppi schierati a destra: Gioventù Scaligera (scioltisi nel 2013) e Verona Front (composto da militanti del Fronte della Gioventù); in occasione della gara interna con la Juventus le Brigate esposero la pezza Gruppo Anti-Juve. Un altro sottogruppo assai violento ormai scomparso era l'A.S.U. (Associazione Stalle Umane), nato nel 1984 e noto per l'uso smisurato di alcolici, atteggiamenti "animaleschi" e abbigliamento limitato a ciabattoni e pantaloncini della squadra, nettamente ispirato ai "colleghi" inglesi e composto solo da adulti. Durante una trasferta nella Torino bianconera questi furono bersagliati dagli ultras locali e in occasione della trasferta di Coppa UEFA a Graz si recarono ben 5.000 tifosi, risultando più degli austriaci.
L'eliminazione agli ottavi di Coppa dei Campioni nel novembre 1985 e i successivi risultati altalenanti della squadra incide sulla tifoseria, che cala a circa 200-300 presenze in trasferta e l'aumento di veri e propri "raid" da parte dei più facinorosi come le già citate A.S.U., dai quali le BG si tennero ufficialmente distanti, oltre alla stretta della non belligeranza con i tifosi dell'Inter. I tifosi del Verona, in seguito ad episodi come il "saccheggio" di Brescia del dicembre 1986 (in cui andarono danneggiate più di 500 auto, compresa quella dell'allora sindaco Gabriele Sboarina) finirono nell'occhio del ciclone per non uscirne mai più. Il fatto non passò inosservato e la Procura iniziò le indagini e le molteplici perquisizioni che portarono il 1º febbraio 1987 all'arresto di 12 veronesi con l'accusa di associazione a delinquere: per la prima volta un tifoso venne accostato alla figura di un vero e proprio criminale. La domenica successiva ci fu uno sciopero del tifo passato alla storia: la Sud lasciò vuoto il settore centrale con esposto un messaggio scritto in bianco e azzurro recitante Non 12 ma 5000 colpevoli. Nell'arco della stessa stagione diversi ultras scaligeri assistirono a Chievo-Mantova al Bottagisio, finendo per scontrarsi con gli ultras ospiti. Un episodio simile accadde nei primi anni '90, con centinaia di tifosi dell'Hellas a sostegno della Scaligera Basket contro una bolognese al Palazzetto dello sport.
In seguito al ripetersi di incidenti e di tafferugli con l'intromissione sempre più insistente delle forze dell'ordine, il gruppo delle Brigate Gialloblù decise di sciogliersi durante l'intervallo di Parma-Verona (1-1) il 3 novembre 1991; il comunicato ufficiale venne pubblicato il 14 novembre la Curva Sud prese il testimone, ne raccolse l'eredità e adottò il loro nome come soprannome, segnando l'inizio di una nuova era non solo del tifo veronese ma dell'intero mondo ultras. Alla prima partita dopo lo scioglimento delle Brigate (Verona-Genoa), gli spalti rimasero desolatamente vuoti dopo venti anni; in occasione di Fiorentina-Verona, il Collettivo Autonomo Viola allestì nella Fiesole una coreografia di cartoncini dedicata allo storico gruppo, rimasta impressa nelle menti di entrambe le fazioni.

#### Dallo sbando alla nuova identità (1991-2019)

I giocatori di Chievo ed Hellas discutono a gioco fermo durante il primo derby veronese della storia, disputatosi il 10 dicembre 1994.

Lo scioglimento delle Brigate, il rendimento altalenante della squadra e la ricerca di nuovi equilibri tra veterani e giovani sugli spalti non intaccarono minimamente la passione e l'entusiasmo dei tifosi gialloblù. Da allora i gruppi non sono divisi secondo una gerarchia organizzata e i più antichi tuttora esistenti, sopravvissuti in nuclei, sono Hellas Army e Hellas Alcool. Dopo un lungo periodo di sbandamento, nei primi mesi del 1999 venne fondata dal tifoso Alberto Lomastro e alcuni amici la Banda Loma, la quale, prese in mano le redini della Sud restituendole l'identità e ruppe i gemellaggi con Lecce e Inter.
Quando il 18 novembre 2001 venne giocata la prima storica stracittadina in massima serie vi erano ben 38 356 spettatori. Nel periodo compreso tra il 2002 e il 2006, mentre la squadra era "bloccata" in cadetteria, oltre all'astio sempre più crescente nei confronti dell'allora patron Giambattista Pastorello, rimase memorabile la partita Chievo-Fiorentina del 14 maggio 2006, dove tra i 26 289 spettatori, in Curva Sud assieme ai gigliati vi erano decine di migliaia di Scaligeri. Dopo la retrocessione in Serie C1 del 2007, per tutta la durata dei festeggiamenti dei tifosi e dei giocatori dello Spezia (risultati vincitori nel doppio confronto) la curva dell'Hellas rimase piena, ad intonare cori di sostegno e di appartenenza.
Dopo questo risultato sportivo, nella campagna abbonamenti 2007-2008 le tessere sottoscritte dalla tifoseria aumentarono dalle 6073 dell'anno prima a 9635. Quando l'11 novembre 2007 girò la notizia dell'omicidio di Gabriele Sandri, la curva sud non espose stendardi in segno di lutto. Negli anni della militanza in Serie C1 (poi Lega Pro Prima Divisione) le statistiche hanno poi continuato a riportare settimanalmente presenze da record allo stadio che si aggiravano tra le 10 000 e le 17 000 unità grazie all'arrivo di Giovanni Martinelli e l'allestimento di una rosa competitiva, fino ad arrivare ai 25 328 spettatori che assistettero alla partita tra Hellas Verona - Portogruaro. Al termine di un Verona-Pescara giocato l'11 aprile 2010, accadde un evento drammatico che ebbe risonanza in molte curve: Mirko Campagnari, un tifoso della Tribuna Ovest soprannominato "Campa", perì in un incidente stradale e i suoi amici fondarono un piccolo gruppo in sua memoria. Nel frattempo la Banda Loma ha perso consistenza.

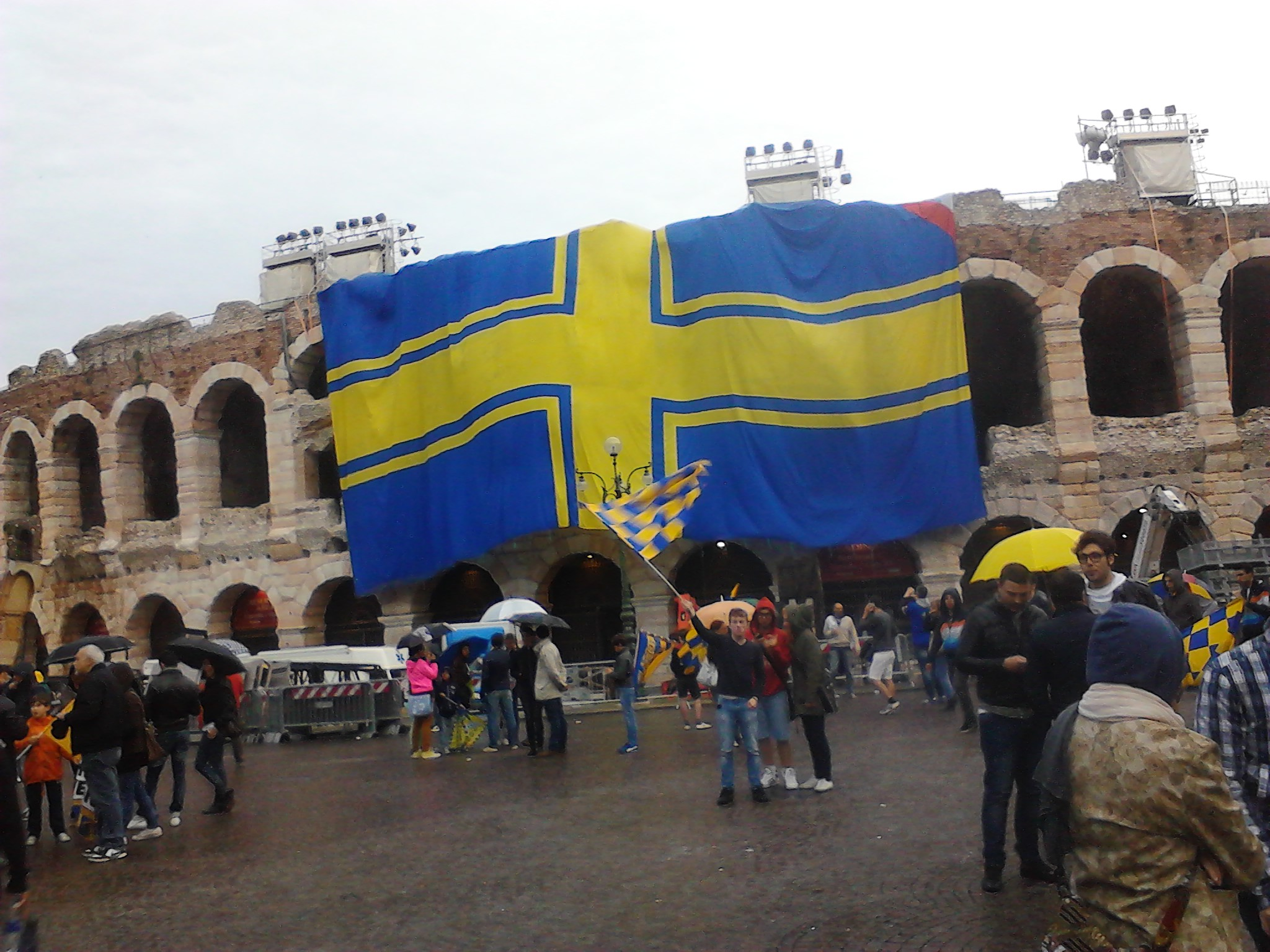
L'Arena colorata di gialloblù nel 2013, per il ritorno in Serie A del Verona dopo undici anni.

Il dato venne quasi eguagliato nel 2011, quando il Verona ormai ad un passo dalla promozione affrontò e sconfisse la Salernitana nella finale play-off: quel giorno erano presenti allo stadio 22 548 spettatori. Nel corso di tale stagione, con l'obbligatorietà della famigerata tessera del tifoso, i lungimiranti tifosi gialloblù diventarono i primi a sottoscriverla, tanto da battezzarla "Non vi lasceremo mai", in riferimento a un coro della curva. Il 18 maggio 2013, ultima giornata di Serie B contro l'Empoli erano presenti 24 779 spettatori per festeggiare il ritorno in Serie A dopo 11 anni di assenza, mentre il successivo 24 agosto erano 25 164 ad assistere al trionfante esordio contro il Milan.
Non sono inoltre mancate le visite ai tifosi delle squadre con cui sussistono buoni rapporti: nel maggio 2015, durante la semifinale di Champions tra Juventus e Real Madrid, nel settore ospiti vi erano alcuni Scaligeri assieme ai Madridisti. Nel settembre 2019 invece, alcuni hanno assistito a Fiorentina-Juventus in Curva Fiesole, dove hanno inoltre aggredito i pullman degli odiati tifosi rivali bianconeri.
Dal 26 al 29 novembre 2021 fu allestita una mostra per festeggiare i 50 anni della fondazione delle vecchie Brigate, dove furono esposti i grandi storici striscioni e cartoni riproducenti articoli di giornale in cui si parlava delle forti azioni degli ultras; il 30 novembre, giorno dell'anniversario, i suddetti striscioni furono esposti in occasione della partita contro il Cagliari e arrivarono gli auguri anche dai tifosi della Fiorentina.

#### Ascesa dell'Hellas Army(2019-presente)
Dal ventennio degli anni duemila il gruppo Hellas Army ha preso sempre più il controllo della gestione della tifoseria più "calda" sia in trasferta, con lo striscione presente dal 2019, che in Curva Sud, anche con gli scontri con lo storico gruppo Hell, nato con il nome Inferno Gialloblu. All'inizio della stagione 2023-24 vennero infatti arrestati dodici ultras con l'accusa di spacciare cocaina nei bagni della sud durante le gare casalinghe del campionato precedente. Hellas Army emanò un comunicato dove annunciava di disprezzare chiunque usasse lo stadio per lucrare, riferendosi implicitamente proprio agli Hell, estromessi dalla curva dopo il caso di droga. Sono quindi seguiti scontri "punitivi" dei primi contro membri del gruppo Hell, composto da persone provenienti da qualsiasi parte della provincia, per non aver impedito l'ingresso delle sostanze in curva. Il 18 agosto 2024 Hellas Army ha rivendicato la propria posizione con un nuovo comunicato dove annunciava l'esposizione della propria pezza in Curva Sud durante le partite casalinghe.

### Cronologia
1969 - Nascita de I 4 Fedelissimi
1971 - Scioglimento de I 4 Fedelissimi
1971 - Nascita delle Brigate Gialloblù
1974 - Nascita degli Ultras
1976 - Nascita dell'Hellas Army
1983 - Nascita della Gioventù Scaligera
1983 - Nascita dell'Inferno Gialloblù
1983 - Nascita del Verona Front
1984 - Nascita dell'Associazione Stalle Umane (A.S.U.)
1990 - Scioglimento degli Ultras
1990 - Scioglimento dell'Associazione Stalle Umane (A.S.U.)
1991 - Scioglimento delle Brigate Gialloblù
1996 - Scioglimento del Verona Front
1999 - Nascita della Banda Loma
2003 - Nascita del Coordinamento Calcio Club Hellas Verona
2013 - Scioglimento della Gioventù Scaligera

## Impegno nelle quote aziendali della squadra
Il 4 aprile 2012, la società gialloblù ha lanciato il progetto "Verona col Cuore" che è una società cooperativa no profit nata per favorire la crescita economica del club e di partecipare direttamente al capitale sociale dello stesso finanziandolo con tutte le quote degli iscritti all'associazione. L'idea è nata dal successo del progetto inglese MyFootballClub che ha acquistato un vero club calcistico in 20 000 tifosi.
L'obiettivo dell'associazione è quello di sostenere l'Hellas Verona, nelle scelte societarie, nella programmazione sportiva e strategica con la detenzione di quote societarie comprese fra il 5% e il 25%, partecipando attivamente alla vita della squadra e alle decisioni del Consiglio di Amministrazione. Attualmente, il numero degli iscritti all'associazione sono circa duemila.

## Gemellaggi e rivalità[1]

### Gemellaggi e amicizie
- Fiorentina: gemellaggio molto sentito (considerato da entrambe le fazioni quello per antonomasia), uno tra i primi nella storia del calcio italiano, sorto a metà anni '70 e ufficializzato nel 1978.[70] Le due curve registrano innumerevoli visite reciproche e un forte sentimento di contrarietà al potere costituito dalle squadre importanti; memorabile fu la coreografia di cartoncini realizzata dalla Curva Fiesole dopo lo scioglimento delle Brigate nel 1991.[47] Un celebre esempio di visita reciproca è il Chievo - Fiorentina del 14 maggio 2006, ultima giornata di campionato, in cui decine di migliaia di tifosi scaligeri si aggregarono ai fiorentini per sostenere la Viola contro gli odiati rivali concittadini, mentre sono più comuni i casi delle sfide di entrambe le squadre contro la Juventus.
- Sampdoria: il gemellaggio con la tifoseria blucerchiata è iniziato nel 1973 prima della partita al Bentegodi valida per la 28ª giornata del campionato di Serie A. Le due tifoserie, dopo essersi scontrate nella partita di andata del 30 dicembre 1972, si riuniscono e trasformano in amicizia la loro rivalità. Purtroppo la Gradinata si pone divisa su questo gemellaggio: gli Ultras Tito sono direttamente gemellati con l'Hellas Army di Verona, successore delle Brigate Gialloblù mentre i Fieri Fossato sono gemellati con gli Hell, ex Inferno Gialloblù. Anche I Molesti e i Valsecca Group doriani si riconoscono nel gemellaggio con la Curva Sud Verona, ma non lo riconoscono i Fedelissimi, pur rispettandolo.
- Triestina: forte gemellaggio risalente agli anni '70 dovuto alle stesse vedute politiche e il simile stile di tifo, rafforzatosi quando gli scaligeri espressero la loro vicinanza agli Alabardati per il caso Furlan. Le due fazioni hanno la tradizione di fare un giro del campo con i propri bandieroni prima della partita.[71]
- Lazio: curve inizialmente rivali a causa del vecchio gemellaggio che legava veronesi e romanisti. Con i biancocelesti esiste un ottimo rapporto dovuto alle forti convergenze politiche (celebre il recente motto Veronese, Laziale, stessa lotta, stesso ideale), il comune gemellaggio con la Triestina e qualche medesima rivalità. Anche qui si registrano visite reciproche e comune esposizione di vessilli e striscioni. Il capro espiatorio del loro rapporto è indubbiamente Paolo Di Canio, ex-calciatore biancoceleste che ha dichiarato più volte di stimare l'Hellas e la sua tifoseria.
- Chelsea: quello con i Chelsea Headhunters è il gemellaggio britannico più importante, datato 1976, quando ad alcuni membri delle Brigate fu concesso di esporre il loro striscione nella temutissima Shed dei tifosi inglesi.[72] Un gran numero dei cori veronesi sono tratti dal repertorio dei tifosi del Chelsea, con testi tradotti e adattati, spesso in dialetto. Quando il Chelsea nel 1998 giocò la semifinale di Coppa delle Coppe contro il Vicenza (arcirivali del Verona), un gran numero di sostenitori dell'Hellas Verona era presente allo Stadio Romeo Menti di Vicenza insieme ai tifosi del Chelsea.
- Kaiserslautern: l'amicizia tedesca più salda, stretta nella stagione dello scudetto, dato che il difensore Hans-Peter Briegel era stato acquistato proprio dalla suddetta squadra. Le due fazioni espongono reciprocamente i propri simboli e striscioni.
- Sambenedettese: gemellaggio stretto in chiave anti-Ascoli ormai sciolto da tempo ma mai sfociato in antagonismo, come dimostrato dal messaggio di solidarietà a un tifoso della Samb (svegliatosi da un coma farmacologico in seguito a traumi ricevuti dalle forze dell'ordine vicentine) esposto dalla curva gialloblù nel novembre 2017[73] e la visita di alcuni ultras veronesi a San Benedetto al Tronto nel 2020 per ricordare le due vittime del 7 giugno 1981.[74]
- Partizan: amicizia reciproca favorita da convergenze nata nel 1983, quando il Verona sconfisse la Stella Rossa nel doppio confronto di Coppa UEFA.

Altre amicizie britanniche che coinvolgono vari gruppi ultras delle fazioni sono quelle con i sostenitori dell'Aberdeen e del Middlesbrough. Sempre a causa delle forti convergenze si registrano amicizie con gli Ultras Sur del Real Madrid e le Brigadas Blanquiazules dell'Espanyol. Si avevano infine anticamente anche delle amicizie con i tifosi del Lecce e con gli ora sciolti Boulogne Boys del PSG.

### Rivalità maggiori
- Vicenza: Verona e Vicenza sono le squadre più antiche e vincenti del Veneto e costituiscono la maggiore rivalità calcistica della regione essendosi sfidate il maggior numero di volte (93) a partire dal 1911.[76] La loro arcirivalità risale agli anni della militanza di entrambi i club nel girone Veneto-Emiliano di Prima Categoria e in oltre cento anni non si è mai indebolita. Dai primi anni '70 ai primi del '90 la rivalità non era solo campanilistica ma anche politica (i biancorossi erano infatti di sinistra mentre oggi sono neutri, anche se la maggioranza è di destra). Il primo incontro amichevole tra le due società avvenne già il 29 aprile 1906, sotto un acquazzone a Vicenza e davanti ad «almeno di 500 spettatori che incoraggiavano a gran voce la compagine vicentina».[77]
- Napoli: forte rivalità scoppiata negli anni '60 non solo per radici culturali ma anche a causa di diverbi tra le due società, che si videro coinvolte in corruzioni, illeciti e sbeffeggiamenti. Il rapporto tra le due tifoserie si acuì negli anni '70-80 a causa dell'ostilità dei veronesi verso le principali piazze del Meridione. Tale rapporto è intensificato dal gemellaggio tra viola e gialloblù, oltre al legame di questi ultimi con i laziali: spesso nelle trasferte a Napoli si registrano visite reciproche.
- Brescia: rivalità nata a causa degli scontri tra le fazioni, che si acuì dopo il "saccheggio" del dicembre 1986. Dato che Brescia si trova sulla sponda opposta del Lago di Garda, i loro incontri sono noti anche come Derby del Garda. Assieme a Verona e Bergamo, Brescia componeva i vertici del "triangolo antimeridionale".[78] Inoltre la rivalità è accentuata anche dal fatto che le rondinelle sono gemellate da anni con Mantova, Cesena e Salernitana (entrambe rivali a sua volta con i gialloblù).
- Atalanta: vecchia rivalità dovuta agli scontri dentro e fuori gli stadi. Assieme a Verona e Brescia, Bergamo componeva i vertici del "triangolo antimeridionale".[79]
- Genoa: rivalità dovuta ai numerosi scontri avvenuti dentro e fuori gli stadi, accentuata dal gemellaggio che unisce gli scaligeri ai blucerchiati e dal gemellaggio che univa i rossoblù e partenopei.
- Juventus: la squadra più titolata e tifata della penisola è indubbiamente la big arcirivale del Verona. Le due squadre si sfidarono per la prima volta il 15 marzo 1914 in Prima Categoria e terminò 1-4 per i torinesi. L'odio dei gialloblù sugli spalti (già grave anche per il gemellaggio che li univa al Torino) aumentò nel 1977 con gli scontri furiosi tra le BG e i Fighters juventini e nel 1983, quando le BG esposero lo striscione "Gruppo Anti Juve". Culminò definitivamente nella partita di ritorno degli ottavi di finale di Coppa dei Campioni del 1985 a Torino, vinta 2-0 dai bianconeri, con una direzione di gara dell'arbitro Wurtz molto criticata da parte scaligera. Altro motivo dell'inimicizia è la forte antipatia che i veronesi provano nei confronti della famiglia Agnelli-Elkann. La Juventus è inoltre la big che i gialloblù hanno sconfitto più volte di tutte in Serie A al Bentegodi (11 vittorie contro le 8 bianconere). In rare occasioni, l'astio degli juventini si è sopito, come all'ultima giornata del campionato 1972-73, quando il Verona sconfisse il Milan consegnando lo scudetto a Madama, e del 2020-21, poiché conquistarono in extremis la qualificazione in Champions League a discapito del Napoli, inchiodato 1-1 proprio dagli scaligeri. Spesso, i giocatori scartati dalla Juventus che vestono la divisa gialloblù, infliggono pesanti "vendette" verso la società bianconera: è accaduto con Pierino Fanna e Giuseppe Galderisi nei primi anni '80, con Marco Pacione nel 1988, Fabrizio Cammarata nel 2000 e Luca Toni dal 2014 al 2016.
- Inter: primi scontri registrati nel 1982-83, finché nel 1985 le due fazioni strinsero un gemellaggio, grazie alle forti convergenze (sia la Sud gialloblù che la Nord neroazzurra hanno idee politiche di destra). Addirittura, nel 1990 e nel 2000, l'Inter scelse come stadio di casa neutro proprio il Bentegodi e la tifoseria gialloblù permise ai tifosi neroazzurri di accomodarsi in Curva Sud. Il gemellaggio si sciolse nel 2001 a causa di dissidi tra le curve.[80] Tale rivalità tende a spegnersi ogni volta che l'Hellas riesce a pareggiare o vincere contro la Juventus, ma anche quando la suddetta squadra viene eliminata dalla Champions League, infatti le due tifoserie condividono entrambi l'astio nei confronti dei piemontesi.
- Milan: la big che il Verona ha sconfitto più volte a casa, dopo la Juventus. Il 20 maggio 1973 vedeva il Milan (fresco vincitore della Coppa delle Coppe) in lotta per il decimo Scudetto con la Juventus, in testa a pari punti. I diavoli furono clamorosamente surclassati al Bentegodi per 5-3 da un Verona già salvo; a seguito dell'accaduto, i tifosi rossoneri diedero alla rivale il nomignolo di Fatal Verona. Tale evento si ripeté nel 1990, quando un Verona in zona retrocessione sconfisse in casa il Milan per 2-1, regalando al Napoli il secondo Scudetto. La rivalità tra le due fazioni era accentuata dal gemellaggio che legava i gialloblù all'Inter.
- Mantova: rivalità sentita da entrambe le parti nota anche come Derby del Mincio.
- Venezia: squadra corregionale che il Verona ha sfidato più volte dopo il Vicenza. Benché le due fazioni siano rivali, hanno stima reciproca (essendo entrambe nostalgiche della Serenissima) ma non si amano di certo.
- Padova: durante gli anni '80 alcuni ultras biancoscudati si recarono varie volte allo stadio Marcantonio Bentegodi di Verona per assistere alle partite di Serie A dell'Hellas.[81] Ne nacque presto un'amicizia (tuttavia mai trasformatasi in gemellaggio ufficiale) favorita dall'odio sportivo verso la squadra vicentina e anche dal comune sentire politico di molti esponenti delle due curve, vicino a posizioni di estrema destra. Il 31 dicembre 1984 tuttavia, in seguito ad un'amichevole giocatasi all'Appiani che vide i biancoscudati prevalere sugli scaligeri per 5-0, scoppiò una grossa rissa tra le due tifoserie, originata dai cori di scherno rivolti dai supporters biancoscudati ai tifosi veronesi.[81]
- Udinese: tifoseria arcirivale della Triestina, gemellata con il Vicenza. Gli incontri tra Scaligeri e Friulani vengono chiamati Derby del Triveneto.
- Ascoli: Negli anni ottanta la curva ascolana strinse un gemellaggio con i tifosi gialloblù, ma esso si sciolse in capo a soli cinque anni, a causa di un episodio in cui una frangia della tifoseria veronese non aveva accettato di buon grado l'amicizia, spingendosi a levare cori da stadio ostili verso gli ascolani, al grido di “terroni”.[82] Dalla stagione 1989-90 le due si sono ritrovate diverse volte in lotta salvezza; l'incontro del 15 dicembre 1991, vinto dai mastini per 1-0, vide l'esordio e il primo cartellino rosso in Serie A di Pierluigi Collina, il quale, lasciò i piceni in dieci.
- Spezia: indubbiamente l'acerrima rivale ligure dopo il Genoa. L'odio reciproco ha inizio in occasione del doppio spareggio salvezza del 2007, terminato sul complessivo 2-1 per gli spezzini che condannò gli scaligeri alla retrocessione in Serie C1. Due anni dopo, nel 2010, le due società finirono in lotta per i playoff, agguantati dai mastini con tre punti di vantaggio. Si è riaccesa con l'esordio degli aquilotti in Serie A nel 2020 e vede tre vittorie dei gialloblù, una bianconera al Bentegodi e due pareggi. Durante la stagione 2022-2023 le squadre si ritrovarono le ultime superstiti in lotta salvezza fino all'ultima giornata a pari punti. Lo spareggio sul neutro di Reggio Emilia finì 1-3 per i gialloblù e gli spezzini furono quindi retrocessi dopo tre stagioni di massima serie.[83]
- Monza: incontri disputati tra Serie B e C per diverse stagioni durante il ventesimo secolo e per l'amicizia che legava i biancorossi al Chievo, l'antagonismo è infine esploso durante il primo confronto in Serie A nel 2022, terminato 2-0 per i brianzoli grazie ad un'espulsione forzata di Magnani, ottenuta dalle proteste dei giocatori casalinghi.[84] Il ritorno della stagione 2024-25 segna l'unica vittoria scaligera in massima serie e si rivela contribuente alla retrocessione dei biancorossi (ultimi in classifica) e alla salvezza dei gialloblù.

Vecchi gemellaggi (ormai dissolti da tempo) si erano instaurati con i tifosi del Modena e del Lecce, strette in chiave anti-Bologna e anti-Bari. Altre rivalità degne di nota si hanno infine con Varese (andata scemando dopo il fallimento di questa), Cesena, con cui si registrarono gravissimi incidenti nella stagione 1998-1999 , Ravenna (gemellaggio col Vicenza), Spal, Como, Reggiana e Cremonese (quest'ultime per via del gemellaggio che legano lombardi ed emiliani ai vicentini).

### Rivalità sportive e politiche
- Cagliari: gemellaggio sciolto a causa di scontri e motivi politici, soprattutto dopo la nascita del gruppo sardo Sconvolts.
- Torino: solido gemellaggio scioltosi nel 1988 dopo dieci anni di durata, anche per motivi politici, nonostante le due fazioni conservino la fratellanza con la Fiorentina e l'odio per la Juventus.
- Bologna: antica e accesa inimicizia risalente all'alba del calcio in Italia, dal momento che entrambe le squadre militavano nel girone Veneto-Emiliano di Prima Categoria (l'allora massima serie). La tifoseria rossoblù, essendo di estrema sinistra fin dalla nascita, fu proprio una di quelle con cui gli scaligeri registrarono i primi scontri e l'odio aumentò quando questi ultimi si gemellarono con la Fiorentina, arcirivale del Bologna.[86] Il primo scontro si registrò nel 1973 presso la Stazione di Verona Porta Nuova, dove i bolognesi militanti di sinistra cercarono intenzionalmente lo scontro con veronesi iscritti ad organizzazioni come Fronte della Gioventù e Ordine Nuovo.
- Livorno: altra rivalità accesa per ragioni sportive e politiche soprannominato Derby Ideologico, che iniziò a salire dopo la stretta del gemellaggio tra Fiorentina e Verona (i labronici erano buoni amici dei Viola). Dal momento che gli amaranto sono veri e propri antifa e sono soliti inneggiare alle foibe, l'odio della curva scaligera si aggravò, essendosi schierata all'estrema destra dopo l'originaria neutralità. Tale astio è dovuto anche all'amicizia che lega i gialloblù a Triestini e Laziali, oltre al gemellaggio politico che unisce i Livornesi ai tifosi della Virtus Verona. Se i gialloblù intonarono cori contro Piermario Morosini, gli amaranto risposero Nelle foibe ci mettiamo pure voi.[87]
- Cosenza: rivalità nord-sud accentuata dall'opposta matrice politica.
- Roma: frutto di un gemellaggio conclusosi malamente, la rivalità è dovuta anche all'amicizia politica che lega veronesi e laziali. Ad oggi, le due curve si rispettano ma non si amano. In anni recenti, i tifosi giallorossi hanno perfino lapidato il pullman della squadra rivale al termine della partita.
- Pescara: rivalità dovuta al longevo gemellaggio che unisce i delfini ai vicentini.
- Stella Rossa: antagonismo meno considerato rispetto ad altri, risalente al doppio confronto di Coppa UEFA del 1983, dove gli scaligeri si imposero in entrambe le gare e furono sostenuti anche dai tifosi del Partizan.

Sempre per l'opposta matrice si registrano rivalità anche con Ternana, Perugia e Pisa.

### Rivalità nord-sud
- Catanzaro: classica rivalità nord-sud che giunse all'apice in uno spareggio per la promozione in Serie A disputato a Terni nel 1975 vinto dagli Scaligeri per 1-0.[88]
- Reggina: classica rivalità nord-sud che toccò il fondo un doppio spareggio salvezza per la permanenza in massima serie 2001 vinti dai gialloblù per 1-0 e 2-1.[88]
- Salernitana: rivalità dovuta all'ostilità della curva verso le piazze meridionali, contraddistinta da numerosi scontri tra le due tifoserie (a Verona, come a Salerno) già a partire dagli anni '90 e continuata negli anni 2000. Toccò l'apice in un doppio spareggio per la promozione in Serie B nella stagione 2010-2011 (2-0, 0-1).[88]
- Avellino: molto sentita soprattutto durante gli anni '80, durante la longeva permanenza in massima serie di entrambe le società e per la storica amicizia che lega gli irpini agli juventini.
- Palermo: antagonismo già parecchio sentito e acuitosi durante la trasferta dei gialloblù del 2015 quando questi furono aggrediti per strada e nel settore ospiti intonarono cori contro Sergio Mattarella, originario proprio di Palermo.
- Foggia: inimicizia sorta negli anni '70, legata soprattutto allo scandalo della telefonata; fu proprio la società rossonera (coinvolta nella lotta salvezza) a chiedere di aprire le indagini.

Tra le altre piazze meridionali rivali vi sono Bari, Taranto, Crotone, Benevento, Catania, Juve Stabia e Messina.

### La "rivalità" con il ChievoVerona
(Coro della tifoseria scaligera)

Il Marcantonio Bentegodi di Verona, teatro di gara dei derby dell'Arena tra Hellas e Chievo

Fino al 2001, fra il Verona e i concittadini del Chievo non era mai esistito un vero e proprio rapporto competitivo: l'Hellas era il baluardo attorno al quale era ruotato per quasi tutto il Novecento il calcio veronese, mentre il Chievo era una piccola squadra di quartiere che aveva trascorso diversi decenni a giocare nelle categorie inferiori. La prima promozione in Serie B dei clivensi era arrivata solo nel 1994 e tra le due tifoserie – per ovvie ragioni numeriche e logistiche – non vi è di fatto mai potuta essere una vera rivalità sportiva; all'epoca i rapporti tra le due curve erano talmente amichevoli che, in occasione della decisiva trasferta di Carrara del '94 per l'approdo del Chievo in cadetteria, centinaia di tifosi scaligeri si aggregarono a quelli clivensi per sostenere congiuntamente la squadra della diga. Peraltro, gli stessi supporter del Chievo hanno sempre evitato di inimicarsi altri gruppi ultras, mantenendo un profilo neutrale, in antitesi rispetto a quelli del Verona che ne avevano invece fatto una delle loro prerogative.
L'arrivo in Serie A del Chievo nella stagione 2001-2002 iniziò però a cambiare le cose: permise innanzitutto al capoluogo veneto di diventare la quinta città italiana (dopo Milano, Roma, Torino e Genova) a poter vantare un derby in massima serie – chiamato il derby della Scala o, più raramente, il derby dell'Arena –, e inoltre mise per la prima volta realmente sullo stesso piano le due società, sconvolgendo le gerarchie fin lì in essere. Negli otto precedenti in seconda serie, Chievo e Hellas si erano divisi tre vittorie a testa e due pareggi (la più larga vittoria fu realizzata dall'Hellas nella stagione 1997-1998, quando i Mussi persero 4-0 nel girone di ritorno).
La prima stracittadina in massima serie si disputò il 18 novembre 2001 – con le due squadre gialloblù che si trovavano peraltro tra le prime quattro in classifica –, e venne fatta sua dal Verona, che vinse 3-2 coi gol di Oddo, Lanna (autorete) e Camoranesi, rimontando il doppio vantaggio iniziale del Chievo a opera di Eriberto e Corini. Nonostante i mutati equilibri di forza tra le due formazioni veronesi, vi era ancora un clima di armonia e rispetto tra le reciproche curve. Il vero punto di svolta nella nascente rivalità si verificò in occasione del derby di ritorno, giocato formalmente in casa dai clivensi, e da loro vinto grazie a una doppietta di Cossato: la rottura insanabile della concordia cittadina viene fatta ricondurre al momento della lettura delle formazioni, quando lo speaker del Chievo introdusse i cugini sotto il nome di «Hellas Verona 1991», facendo riferimento all'anno del fallimento del club scaligero; a fine stagione, la retrocessione dell'Hellas in Serie B (a fronte della qualificazione europea ottenuta dai rivali) fece il resto.

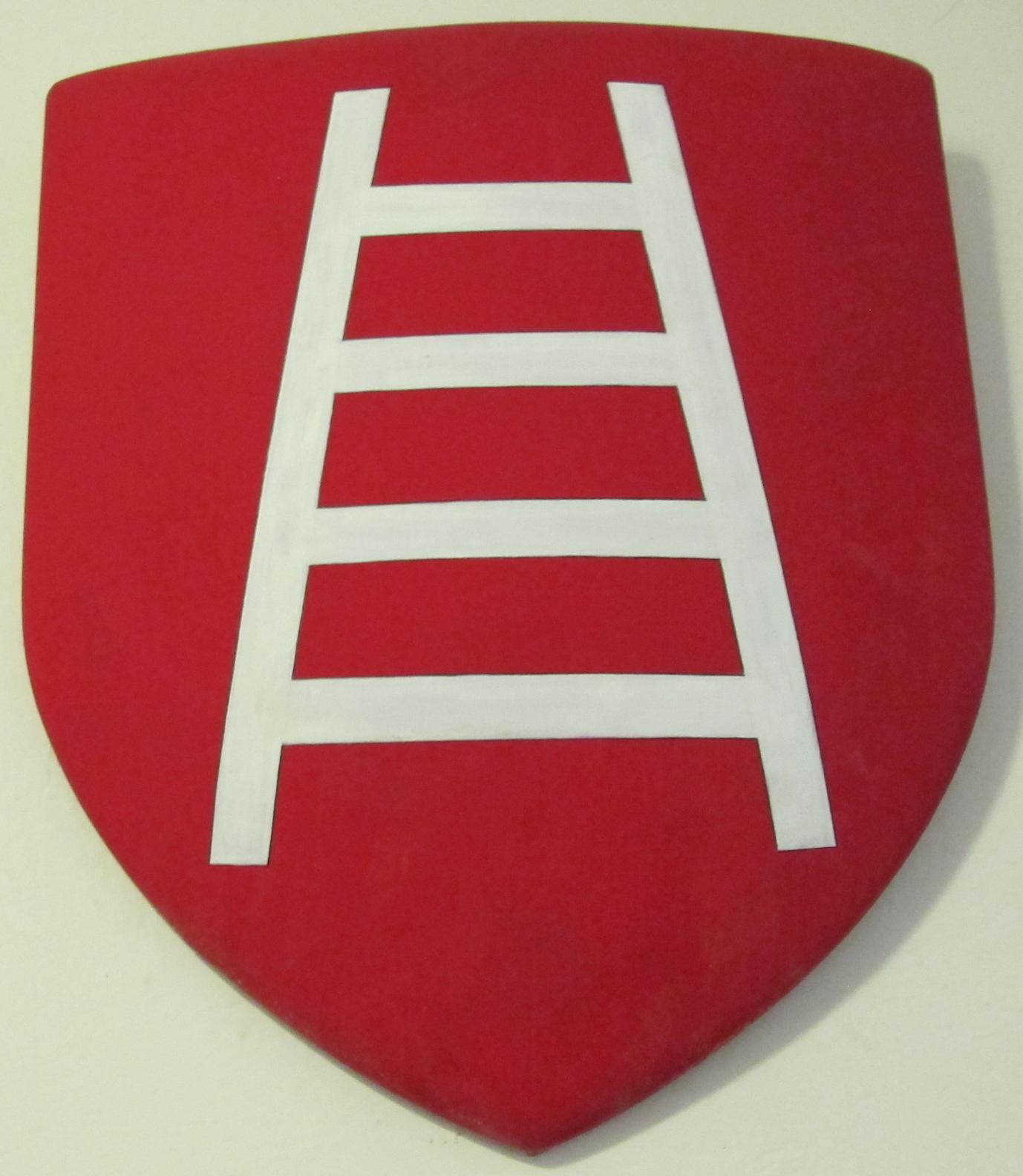
Lo stemma cittadino della Scala, motivo di contesa tra le due tifoserie rivali

Nel decennio seguente, complice la buona gestione societaria Campedelli-Sartori sulla sponda clivense, e quella tribolata Pastorello-Cannella su quella scaligera, la squadra del quartiere rimase una presenza fissa nella massima serie italiana, mentre la più blasonata iniziò un lento declino. Dopo la retrocessione dell'Hellas in Serie C nel 2007, s'iniziò perfino a parlare seriamente di una fusione tra le due formazioni; il tutto con l'appoggio della politica e dei banchieri cittadini, che paventavano l'idea di unire le capacità societarie del Chievo con la tifoseria numericamente ed economicamente molto più fruttuosa del Verona. A opporsi al progetto Hellas Chievo Verona (inizialmente portato avanti in segreto) furono i tifosi – sia quelli dell'Hellas che quelli clivensi –, e l'allora presidente del Verona, Giovanni Martinelli, il quale decise di continuare a gestire il club da solo e senza l'aiuto dell'amico-rivale Campedelli.
La "guerra dei simboli" scoppiata nell'estate del 2010 e combattuta a suon di comunicati stampa riportò in auge la discussione tra le opposte fazioni sportive riguardante i colori e gli stemmi societari impiegati dal Chievo. I Butei già rimproveravano ai Mussi l'utilizzo degli stessi colori sociali (quando i colori originali del Chievo erano il bianco e l'azzurro), il giocare nello stesso stadio (dopo l'abbandono del vecchio campo parrocchiale "Carlantonio Bottagisio" nel 1986) e l'aggiunta, nel 1990, del nome della città alla propria denominazione sociale (diventando ChievoVerona). A tutto questo, alla vigilia della stagione 2010-2011 si aggiunse il fatto che la società della diga, durante la sua campagna abbonamenti, tra i vari simboli promozionali utilizzò un cavaliere con un drappo su cui era rappresentato lo stemma della dinastia scaligera, la Scala: questo fece montare nuovamente la protesta dei sostenitori dell'Hellas, i quali identificavano il simbolo come proprio dagli anni settanta e vedevano quindi il tutto come un tentativo del Chievo di prendere idealmente il posto e l'identità del Verona nell'immaginario collettivo, emulando i simboli e i colori che avevano reso celebre la società scaligera. Il presidente clivense Campedelli replicò sostenendo che l'antica Scala fosse da intendere come rappresentante di tutta Verona e provincia, dimostrando come la sua squadra utilizzasse la Scala sulle maglie da gioco fin dagli anni trenta. La tifoseria scaligera rimase però ferma sulle proprie posizioni, così la questione-simboli contribuì a rinfocolare questa recente rivalità cittadina che nel 2013, col ritorno in Serie A del Verona, vede entrambe le squadre nuovamente sullo stesso livello sportivo.
Dal 2013 al 2018 il derby fu disputato altre otto volte in Serie A, più uno in Coppa Italia, finché, nel 2019 il Chievo retrocesse in Serie B e l'Hellas risalì in A. Quando però nel 2021 il Chievo fu escluso dai campionati professionistici per inadempienze tributarie, non solo la tifoseria scaligera, ma tutta l'Italia si divise in due, tra dispiaciuti e compiaciuti per l'accaduto.